# Bardufoss

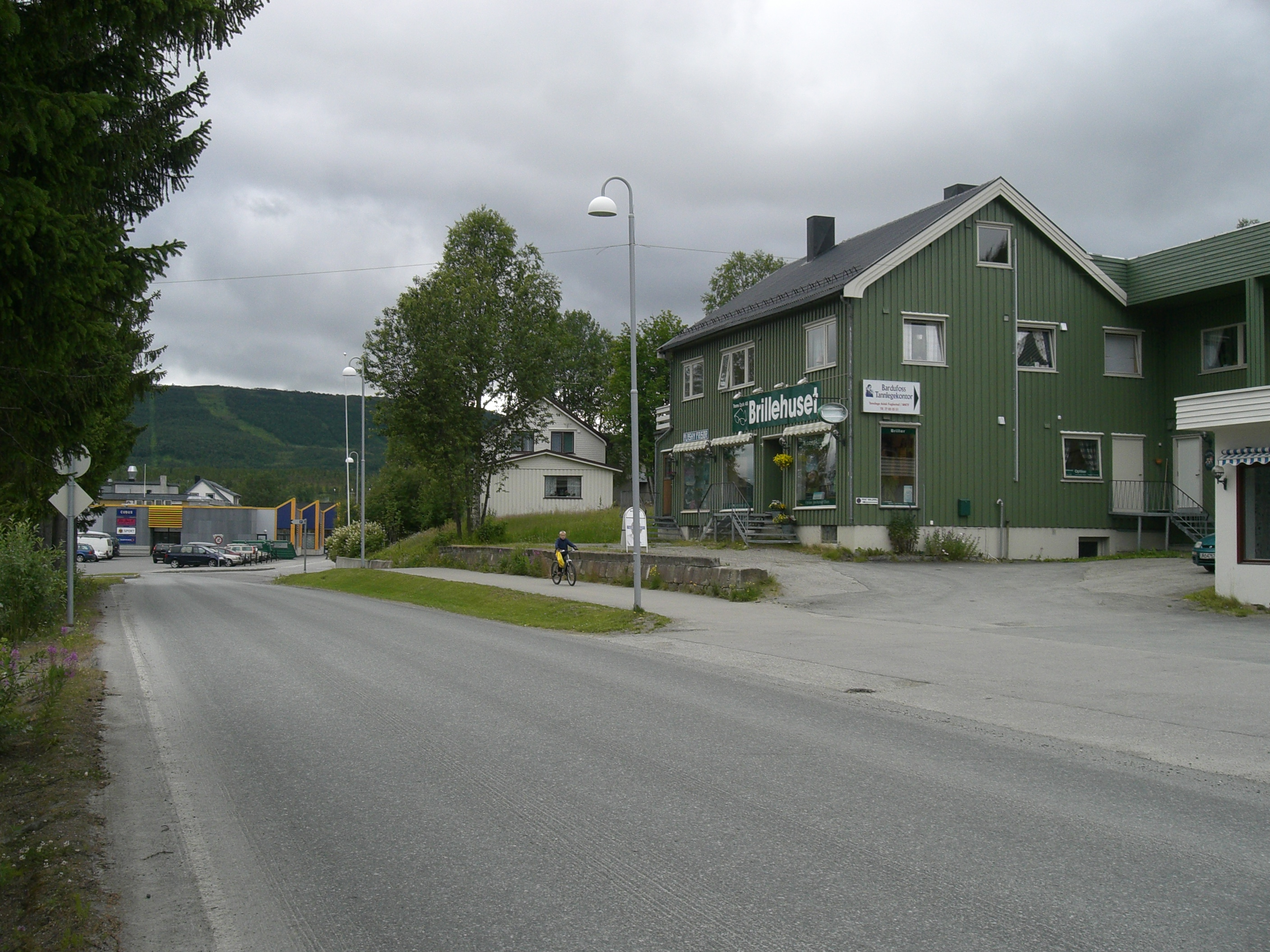
Bardufoss

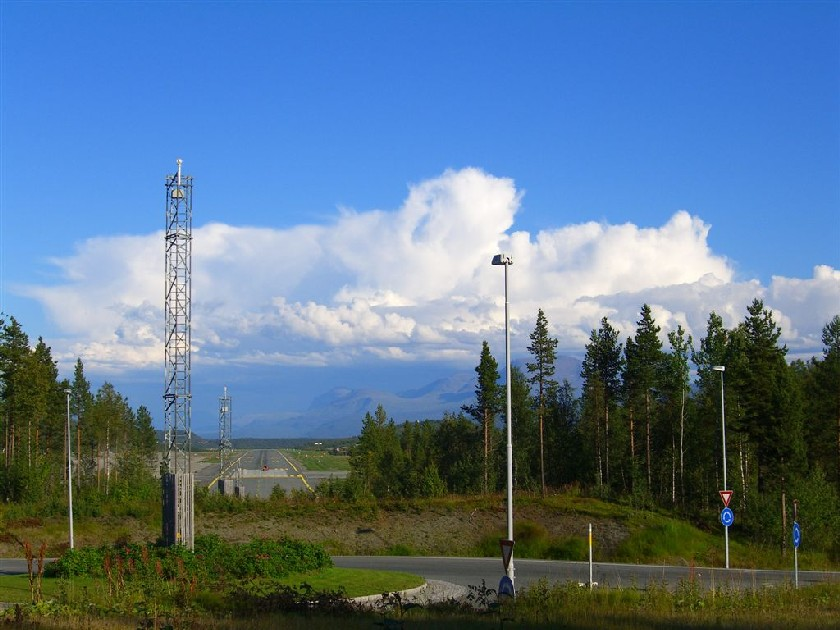
Pista del aeropuerto de Bardufoss.

Bardufoss es una pequeña ciudad en el municipio de Målselv en la provincia de Troms, Noruega. La población en 2017 era de 2.545 habitantes. Bardufoss se encuentra en el valle de Målselvdalen cerca de la confluencia de los ríos Barduelva y Målselva, y a alrededor de 70 km al sur de la ciudad de Tromsø. En la ciudad se encuentra el aeropuerto de Bardufoss.

## Aeropuerto civil y militar
Bardufoss tiene un aeropuerto civil y militar, la base aérea de Bardufoss, apropiado para que aterricen bombarderos, reactores caza como el F-16 y otros aviones pesados. Bardufoss es también la sede de la Sexta división del ejército noruego.
Hay una calle en Bardufoss que tiene el nombre de General Fleischers Veg en honor de Carl Gustav Fleischer.

## Naturaleza
Bardufoss está cubierta de flora. El bosque natural está en su mayor parte cubierto por abedul blanco, pino silvestre, álamo temblón y alisos Alnus incana. Sin embargo, picea noruega ha sido plantado en plantaciones desde la parte media del siglo XX por razones económicas (árboles madereros).

## Clima
| Parámetros climáticos promedio de Bardufoss (10 últimos años) | Parámetros climáticos promedio de Bardufoss (10 últimos años) | Parámetros climáticos promedio de Bardufoss (10 últimos años) | Parámetros climáticos promedio de Bardufoss (10 últimos años) | Parámetros climáticos promedio de Bardufoss (10 últimos años) | Parámetros climáticos promedio de Bardufoss (10 últimos años) | Parámetros climáticos promedio de Bardufoss (10 últimos años) | Parámetros climáticos promedio de Bardufoss (10 últimos años) | Parámetros climáticos promedio de Bardufoss (10 últimos años) | Parámetros climáticos promedio de Bardufoss (10 últimos años) | Parámetros climáticos promedio de Bardufoss (10 últimos años) | Parámetros climáticos promedio de Bardufoss (10 últimos años) | Parámetros climáticos promedio de Bardufoss (10 últimos años) | Parámetros climáticos promedio de Bardufoss (10 últimos años) |
| Mes                                                           | Ene.                                                          | Feb.                                                          | Mar.                                                          | Abr.                                                          | May.                                                          | Jun.                                                          | Jul.                                                          | Ago.                                                          | Sep.                                                          | Oct.                                                          | Nov.                                                          | Dic.                                                          | Anual                                                         |
| ------------------------------------------------------------- | ------------------------------------------------------------- | ------------------------------------------------------------- | ------------------------------------------------------------- | ------------------------------------------------------------- | ------------------------------------------------------------- | ------------------------------------------------------------- | ------------------------------------------------------------- | ------------------------------------------------------------- | ------------------------------------------------------------- | ------------------------------------------------------------- | ------------------------------------------------------------- | ------------------------------------------------------------- | ------------------------------------------------------------- |
| Temp. máx. media (°C)                                         | -5                                                            | -5                                                            | -2                                                            | 4                                                             | 9                                                             | 14                                                            | 17                                                            | 15                                                            | 10                                                            | 4                                                             | -1                                                            | -4                                                            | 4.7                                                           |
| Temp. mín. media (°C)                                         | -11                                                           | -10                                                           | -9                                                            | -2                                                            | 4                                                             | 8                                                             | 11                                                            | 9                                                             | 5                                                             | -1                                                            | -6                                                            | -10                                                           | -1                                                            |
| Fuente: Storm.no 4 de diciembre de 2009                       |                                                               |                                                               |                                                               |                                                               |                                                               |                                                               |                                                               |                                                               |                                                               |                                                               |                                                               |                                                               |                                                               |